# Aprision
L'Aprision (presura en Castille ou aprisio en Aragon, en Catalogne et en Languedoc), est l'un des mécanismes du repeuplement aux débuts de la Reconquista, basé sur le droit romain. Dans le sud du royaume carolingien, cette coutume bénéficie autant aux réfugiés hispanis qu'aux ressortissants locaux.

## Définition
Le roi accorde des alleux (alodios), terrains en propriété, avec ou sans document écrit, au premier qui les demande (roture), c'est-à-dire à des paysans qui de cette façon maintiennent leur condition juridique de personne libre, à condition qu'ils les cultivent et qu’ils se maintiennent sous ce mandat, ce qui n'est pas chose facile, étant donné qu'une telle concession se fait dans des temps et des lieux où la situation militaire est précaire, aux IXe et Xe siècles dans les territoires frontaliers, récemment annexés aux musulmans, entre la cordillère Cantabrique et le Douro dans le royaume asturien-léonais, ou dans les zones du Vallés ou de la Plaine de Vic, dans les comtés catalans, jusqu'en Septimanie. Vers 793, le village de Fontjoncouse dans les Corbières est créé à la suite des aprisions faites par le guerrier Johannes.
À partir de 850 ce système devient officiel et comporte des aspects juridiques,. Les rois considèrent que la propriété de la terre a un attrait suffisant pour que les paysans, les nobles et les moines acceptent de vivre sur des terres frontalières sous la menace permanente de la guerre. L'économie étant presque exclusivement basée sur l'agriculture rend la possession de terres plus attractive. De nombreux colons sont des mozarabes ou des andalous musulmans, mais d'autres arrivent de territoires septentrionaux.
Deux capitulaires de Louis le Pieux définissent les droits et devoirs des réfugiés d'Espagne qui profitent de l'aprision, en 815, dans Constitutio Pro Hispani in partibus, Aquitaniæ, Septimaniæ & Provinciæ consistentibus,, et 816.

## Étymologie
Le terme aprision résulte de la francisation du latin médiéval apris(s)io, attesté en 844 dans le capitulaire établi à Toulouse par Charles le Chauve : quicquid… infra eorum aprisiones excolere potuerint.
Il est apparenté à d'autres termes espagnols comme presar « prendre possession » et vraisemblablement issu du latin classique apprehensio, forme d'apprehendere « saisir, s'emparer, prendre possession de »,,.

## Xesiècle
Les terres enlevées à l'ennemi appartiennent au roi. Elles sont ensuite distribuées aux chrétiens pour peupler la frontière avec les musulmans. Il faut considérer que le repeuplement de l'Espagne à partir du Xe siècle a trois formes différentes. Le roi les offre aux nobles en paiement de services ou bien il soutient la création de monastères avec de grandes terres agricoles qui finissent par devenir des unités autonomes ou alors il les répartit parmi les agriculteurs.

## XIesiècle
À partir du XIe siècle les royaumes chrétiens commencent à s’étendre vers le sud, sur des territoires déjà peuplés du califat de Cordoue. Il n'est donc pas utile de procéder à un repeuplement, mais il est encore nécessaire d'obtenir l'accord du roi avant de confisquer les terres aux musulmans. Chaque commune formée s'assigne un Alfoz auquel elle accorde des fors.

## XIVeetXVesiècles
Les derniers repeuplements se produisent en Andalousie, dans la vallée du Guadalquivir à la conquête des taïfas de Valence, Murcie et Grenade, où  la population musulmane est dispersée. Cette dernière phase est connue sous le nom de « Répartition » (Repartimiento) où la terre est répartie en grands lots formant des latifundios.
Les seules zones vraiment dépeuplées de la vallée du Douro et de l'Èbre dans les premiers moments de la Reconquista, donnent lieu à des repeuplements spontanés par presura ou aprisio. Par la suite, les annexions de terres passent par des concessions royales, que ce soit pour des colonies civiles (repopulation des conseils ou repopulation municipale), nobles (repopulation nobiliaire) ou religieuses par le biais des ordres monastiques (repopulation ecclésiastique). Ces derniers peuvent être des ordres militaires. Ce repeuplement par concessions royales dans les zones de conflit est une récompense suffisamment convaincante pour que les paysans quittent des zones sûres et viennent cultiver les zones frontalières.